# Elaine Thornburgh
Elaine Thornburgh est une claveciniste américaine ; elle enseigne le clavecin à l'université de Stanford. En tant que soliste, elle a été demi-finaliste au sixième concours international de clavecin à Bruges (Belgique) en 1980, et a également reçu une bourse de récital solo du Fonds national pour les arts en 1984.

## Biographie
Elaine Thornburgh grandit à Key West, en Floride. Elle commence à jouer du piano à l'âge de sept ans et le clavecin à l'âge de 17 ans. Sa première leçon s'est déroulée avec Alan Curtis à l'Université de Californie à Berkeley. Elle a également étudié le clavecin avec Gustav Leonhardt et le pianoforte avec Malcolm Bilson. Elle a obtenu son diplôme principal en études baroques à l'Université de Californie à Berkeley et sa maîtrise en musique du Conservatoire de musique de San Francisco, où elle s'est spécialisée dans le clavecin et le pianoforte.
En 1977, Thornburgh a déménagé à Santa Fe avec son mari, Robert Adler, puis à San Francisco en 1980. Elle a également été demi-finaliste au concours de clavecin organisé à Bruges en 1980. De 1981 à 1982, elle a fait partie de la faculté de musique de l'Université de Californie à Santa Cruz. En 1983, Thornburgh a cofondé Humanities West. En tant que présidente du groupe, elle a présenté des programmes sur la musique classique. Elle a été soliste au Carmel Bach Festival en 1985 et depuis 1985, artiste itinérante du Conseil des arts de la Californie. En 1997, elle a fondé la Western Early Keyboard Association. 
Thornburgh a enregistré des performances de Sonatas de Domenico Scarlatti (1990, 2000) et de Grounds and Variations de William Byrd (1991). Elle a accompagné au pianoforte la soprano Judith Nelson sur les chansons anglaises « Love Love » de Haydn (1991). Son disque Scarlatti a été élu Critic's Choice (« choix du critique ») en 1991 par Gramophone.

## Discographie
- Domenico Scarlatti, 18 Sonates - Elaine Thornburgh, clavecin John Phillips 1988 (7-8 février 1989, Koch Entertainment 3-7014-2) (OCLC 23897086)
- She Never Told Her Love : Joseph Haydn - Judith Nelson, soprano ; Elaine Thornburgh, pianoforte (1990, Koch 3-7044-2) (OCLC 311899970)
- William Byrd, grounds et variations - Elaine Thornburgh, clavecin John Phillips 1982, d'après Carlo Grimaldi 1697 (1-3 septembre 1990, Koch 9-7057-2) (OCLC 25609901)
- Domenico Scarlatti, Sonates - Elaine Thornburgh, clavecin John Phillips 1988 et 1993 (7-8 février 1989, 2000, 2 CD Lyrichord LEMS-8049) (OCLC 148114194 et 552200923)